# Каст (гладиатор)
Каст (лат. Castus) — раб-гладиатор из Капуи, соратник Спартака, галл по происхождению. Участник Третьей войны с рабами. Погиб в 71 году до н. э. в Битве при Луканском озере вместе с другим командующим войск восставших Ганником.
Вместе с Ганником они командовали 12 000 восставших рабов галлов и германцев, по данным Тита Ливия под их командованием было 35 000 человек. Плутарх сообщает, что войско Каста и Ганника дралось насмерть, не пытаясь уклониться от боя.

## Образ в литературе
- «Спартак», Рафаэлло Джованьоли, исторический роман, 1874 год